# معركة كوه تشانج
معركة كو تشانغ، جرت في 17 يناير 1941 خلال الحرب الفرنسية التايلاندية، وأسفرت عن نصر حاسم للفرنسيين على البحرية الملكية التايلندية. خلال المعركة، هاجم أسطول صغير من السفن الحربية الفرنسية قوة صغيرة من الأسطول التايلاندي، من ضمنه سفينة حربية لحماية الساحل.
في النهاية، خسر تايلاند سفينتين غرقتا وتضررت واحدة بشكل كبير. في غضون شهر من الاشتباك، تفاوض حكومة فيشي الفرنسية والتايلانديين على السلام الذي أنهى الحرب.